# Princess Royal
La Princess Royal fu un mercantile britannico salpato alla fine del decennio del 1780 per commerciare pelli, e catturato presso la Baia di Nootka da Esteban José Martínez per conto della Spagna durante la crisi di Nootka del 1789.
Ribattezzato Princesa Real dalla marina spagnola, questo vascello fu uno dei più importanti punti chiave della trattativa svoltasi durante la convenzione di Nootka, e delle difficoltà incontrate nel mantenere gli accordi raggiunti. La nave si dimostrò importante anche per le esplorazioni spagnole e britanniche tese alla scoperta del Pacifico nord-occidentale e delle isole Hawaii. Nel 1790, mentre si trovava sotto al controllo spagnolo, la Princesa Real fu usata durante la dettagliata analisi dello stretto di Juan de Fuca scoprendo, tra le altre cose, le isole San Juan, lo stretto di Haro (entrata dello stretto di Georgia), Esquimalt Harbour vicino all'attuale Victoria e Admiralty Inlet (entrata di Puget Sound).
La Princess Royal era uno sloop con una stazza lorda di 65 tonnellate ed un equipaggio di circa 15 uomini. Aveva quattro cannoni da una libbra ed 8 pistole rotanti, era lunga 14 metri sulla chiglia e larga 5 sul fondo.

## Mercantile britannicoPrincess Royal
Dal 1786 al 1788 la Princess Royal, comandata da Charles Duncan, accompagnava la più grande Prince of Wales, guidata da James Colnett, in una spedizione tesa all'ottenimento di pelli di lontra nel Pacifico nord-occidentale, per poi rivenderle in Cina. Questo traffico era stato dimostrato possibile da James Cook. Le due navi erano di proprietà della Richard Cadman Etches Company, nota anche come King George's Sound Company. I due vascelli partirono dall'Inghilterra il 23 settembre 1786, doppiando Capo Horn e raggiungendo il Pacifico nord-occidentale nell'estate del 1787. Dopo aver acquistato le pelli dai nativi americani stanziati vicino alle Isole Regina Carlotta, le due navi partirono verso le Hawaii dove passarono l'inverno. Mentre si trovavano sulla costa dell'odierna Columbia Britannica ebbero una serie di primi contatti con alcuni dei Kitkatla Tsimshian. Alle Hawaii la Princess Royal e la Prince of Wales furono coinvolte in numerosi conflitti violenti con gli abitanti locali, tra cui quelli di Waimea Bay, in cui furono uccisi tra i cinque ed i quattordici hawaiiani.
Nell'estate del 1788 fecero ritorno nel Pacifico nord-occidentale per acquistare altre pellicce, stavolta operando separatamente. Charles Duncan portò la Princess Royal prima alla Baia di Nootka e poi alle isole Regina Carlotta. Da qui attraversò lo stretto di Hecate per commerciare le pelli nelle isole a nord dell'isola della Principessa Reale, attraversando il canale del Principe ed entrando nel canale di Douglas. Nonostante oggi il nome "Princess Royal" faccia riferimento ad una sola isola, Duncan aveva dato quel nome all'intero arcipelago. Comprendeva quelle che oggi sono chiamate isola Banks, Pitt, Gil, Campania, Gribbell, Hawkesbury ed il gruppo Estevan. Alla fine di giugno del 1788, Duncan tornò alle isole Regina Carlotta per poi procedere verso sud. Portò la Princess Royal nelle acque non mappate di Milbanke Sound, passando alcuni giorni a commerciare con i Heiltsuk. Vicino alla Baia di Nootka incontrò John Meares, da cui seppe che Colnett e la Prince of Wales non erano arrivati a Nootka. Pertanto non si fermò a Nootka, preferendo guidare la Princess Royal verso sud, commerciando nei pressi della baia di Clayoquot e vicino all'entrata dello stretto di Juan de Fuca. Il 17 agosto 1788 Duncan lasciò il nord-ovest, facendo salpare la Princess Royal di nuovo verso le Hawaii, dove si riunì alla Prince of Wales. Le due navi partirono insieme per la Cina, arrivandovi a fine novembre del 1788. Qui vendettero le pelli che avevano imbarcato. La Prince of Wales tornò in Inghilterra passando dal Capo di Buona Speranza, mentre la Princess Royal rimase nel Pacifico per una nuova stagione di commercio. Anche James Colnett rimase, e gli fu assegnato il comando della Argonaut per un altro anno. A Thomas Hudson venne dato il timone della Princess Royal.
Nonostante Duncan e Colnett non fossero stati i primi europei a mettere piede sulle Haida, i loro racconti del 1787 e del 1788 forniscono la loro prima descrizione. Ci furono tre importanti incontri, di cui due nel Rose Harbour del canale di Houston Stewart ed uno a Juan Perez Sound. I britannici descrissero "Coyah" (Xō'ya, capo della linea Qai'dju qē'gawa-i Raven) come il principale capo del canale di Houston Stewart e delle acque adiacenti. Nel luglio 1788 entrambe le navi britanniche furono coinvolte in un conflitto tra due gruppi di Haida a Juan Perez Sound (un gruppo da sud comandato da Xō'ya e "Yuka", e l'altro da nord chiamato "Sangaskilah" dagli inglesi).

## Incidente di Nootka
Nella primavera del 1789 la Princess Royal guidata da Thomas Hudson, assieme alla Iphigenia (William Douglas), alla Argonaut (James Colnett) ed alla North West America (Robert Funter), tutte navi commerciali britanniche, giunse alla Baia di Nootka. Due navi statunitensi che commerciavano pelli erano già ancorate nella baia, una delle quali era la Columbia Rediviva, e molte altre giunsero in seguito, tra cui la Lady Washington di Robert Gray. Esteban José Martínez, al comando del nuovo avamposto spagnolo di Nootka, riaffermò la sovranità spagnola sull'area. Dopo una serie di eventi, Martínez fece catturare tre navi ed i loro equipaggi, e tra loro si trovava la Princess Royal. Hudson aveva già portato la Princess Royal a Nootka, e gli era stato concesso di andarsene a patto di ripartire per la Cina. Decise invece di raccogliere altre pellicce e ritornare a Nootka, pensando che Martínez non fosse più lì. Hudson non voleva entrare nel porto, ma la Princess Royal fu presa in una bonaccia. Una nave spagnola la trainò quindi all'interno della baia. Durante la cattura della Princess Royal, il capo dei Nuu-chah-nulth, Callicum, figlio di Maquinna, fu colpito ed ucciso da un'arma da fuoco.
Il 21 giugno 1789 Martínez inviò José María Narváez a bordo della North West America, rinominata Santa Gertrudis la Magna, per esplorare le coste della parte meridionale della Baia di Nootka. All'inizio di luglio Narváez fece ritorno a Nootka, dopo aver navigato per circa 100 chilometri nello stretto di Juan de Fuca, dimostrando che si trattava di un largo ingresso. Dopo essere venuto a conoscenza del rapporto di Narváez, Martínez immaginò che lo stretto di Juan de Fuca fosse l'entrata del leggendario passaggio a nord-ovest, di estrema importanza strategica. Per questo motivo mise Gonzalo López de Haro e Narváez al comando della San Carlos e della Princess Royal, rinominata in Princesa Real, mandandoli presso la base navale spagnola di San Blas, con le novità riguardo allo stretto. A ottobre Martínez fece evacuare completamente la Baia di Nootka e tornò a San Blas con i prigionieri e le navi catturate.
Gli eventi di Nootka dell'estate 1789 portarono ad una grave crisi internazionale, chiamata crisi di Nootka, che condusse Gran Bretagna e Spagna sull'orlo della guerra. La pace fu mantenuta grazie ad una serie di accordi chiamati Convenzione di Nootka. Ci vollero molti anni per raggiungere l'accordo e per attuarlo. Tra le altre cose, la Spagna accettava di restituire le navi catturate ai loro legittimi proprietari, pagando anche un risarcimento.

## Vascello spagnoloPrincesa Real
Alla fine del 1789 un gruppo guidato da Francisco de Eliza fu mandato a rioccupare la Baia di Nootka. Nella flotta designata si trovava anche la Princesa Real, guidata da Manuel Quimper. Eliza giunse a Nootka il 4 aprile 1790, e non vi trovò nessuna nave. Secondo gli accordi della prima convenzione di Nootka, la Princess Royal avrebbe dovuto essere restituita agli inglesi trovati a Nootka, ma il porto era deserto ed Eliza decise di usare il vascello in attesa di trovare gli inglesi. Inviò la Princesa Real agli ordini di Quimper, con López de Haro e Juan Carrasco come piloti, ad esplorare più in dettaglio lo stretto di Juan de Fuca.
Durante il tragitto Quimper si fermò a Clayoquot Sound incontrandovi Wickaninnish e, il giorno successivo, Maquinna, il cui figlio era stato ucciso a bordo della Princess Royal l'anno precedente. Quimper e Maquinna iniziarono un processo di riconciliazione tra spagnoli e Nuu-chah-nulth.
Nell'estate del 1790, Quimper, Haro e Carrasco esplorarono lo stretto di Juan de Fuca a bordo della Princesa Real, mappando con attenzione i porti ed ufficializzando le prese di possesso del territorio. Quimper disegnò carte di Neah Bay (chiamandola Bahía de Núñez Gaona) e di porto Esquimalt (Puerto de Córdova). Il 5 luglio 1790 avvistò Admiralty Inlet, l'entrata di Puget Sound. Pensando che si trattasse di una baia la chiamò Ensenada de Caamaño, nome preso da Jacinto Caamaño.
Anche lo stretto di Haro (Canal de López de Haro) e lo stretto di Rosario (Boca de Fidalgo), entrambi ingressi per lo stretto di Georgia, furono avvistati durante questo viaggio, oltre a Deception Pass (Boca de Flon), Monte Baker (La Gran Montana Carmelo), Port Discovery (Puerto de Quadra), Sooke Basin (Puerta de Revilla Gigedo), Dungeness Spit, le isole San Juan, Whidbey Island, Fidalgo Island ed altri posti.
Quimper capì che lo stretto di Haro era un'importante canale che andava esplorato, ma non ne aveva il tempo. I suoi ordini furono quelli di tornare a Nootka per il 15 agosto, in modo da restituire la Princesa Real ai britannici. Quimper portò la nave in vista della Baia di Nootka il 10 agosto, ma a causa di venti contrari e della nebbia non riuscì ad entrare in porto, nonostante i ripetuti tentativi. Ripartì quindi verso sud, portando la Princesa Real a Monterey (California), dove giunse il 1º settembre 1790. A novembre il vascello era tornato a San Blas.

## Ultimo viaggio
Nel 1791 Quimper tentò di nuovo di consegnare la Princesa Real ai britannici. Salpò da verso le Filippine, facendo sosta lungo il tragitto alle Hawaii. Un altro capitano avrebbe portato la nave dalle Filippine in Cina, dato che spagnoli e inglesi avevano nel frattempo deciso di fare lo scambio a Macao. James Colnett arrivò alle Hawaii nel marzo del 1791, proprio assieme a Quimper. I due si incontrarono, Colnett pretese di ricevere in consegna la Princess Royal, mentre Quimper affermava di doverla portare nelle Filippine. Colnett si preparò a prenderla con la forza. La contesa fu sedata da John Kendrick, Jr., un ex commerciante di pelli che si era messo a servizio degli spagnoli, ed era in quel momento a bordo della Princess Royal. Quimper partì appena possibile con direzione Manila, arrivando a giugno. Prima della fine dell'anno la Princess Royal aveva raggiunto Macao, ma la nave era talmente malridotta che gli inglesi si rifiutarono di accettarla. Alla fine accettarono in cambio una piccola cifra in denaro. Poco dopo Macao fu colpita da un uragano, e la Princess Royal, gravemente danneggiata, fu in seguito venduta come materiale di riciclo.